# Sigrid Undset
Sigrid Undset (ur. 20 maja 1882 w Kalundborgu, zm. 10 czerwca 1949 w Lillehammer) – norweska powieściopisarka i nowelistka, laureatka Nagrody Nobla w dziedzinie literatury w 1928 za „niezapomniany opis skandynawskiego średniowiecza”. Jest jedną z najbardziej znanych twórczyń literatury skandynawskiej XX wieku.

## Życiorys
Jej ojciec, Ingvald Undset, był norweskim filologiem klasycznym i nordyckim , a także znanym archeologiem , z kolei matka, Charlotte z domu Gyth, była Dunką. Sigrid Undset została ochrzczona w niedzielę, 2 lipca 1882 . Kiedy przyszła pisarka miała dwa lata, jej rodzina przeniosła się do Kristianii, gdzie ojciec objął stanowisko dyrektora tamtejszego Muzeum Starożytności. Po ukończeniu kształcenia podstawowego (podobnie jak jej siostry, w koedukacyjnej pensji Ragny Nielsen ) pisarka uczęszczała do szkoły handlowej. Po śmierci Ingvalda Undseta w 1893, w związku z pogorszeniem sytuacji materialnej rodziny, podjęła pracę biurową w przedsiębiorstwie elektrotechnicznym. W 1905 duńskie wydawnictwo odrzuciło rękopis jej pierwszej powieści, Aage Nilssøn til Ulvholm. Wydawca zwrócił pisarce uwagę: „Proszę nie pisać więcej powieści historycznych. Proszę spróbować napisać coś współczesnego”. Dwa lata później ukazała się jej debiutancka powieść Pani Marta Oulie, następnie zaś zbiór nowel Szczęśliwy wiek z 1908. W 1909 opublikowała sagę Wiga-Ljot i Wigdis, a także otrzymała państwowe stypendium, dzięki któremu mogła porzucić pracę oraz udać się w podróż do Niemiec i Włoch w latach 1909–1910. W Rzymie poznała malarza Andersea Castusa Svarstada, w którym się zakochała. W 1910 ukazał się jej jedyny tom poezji zatytułowany Młodość. Popularność przyniosła jej powieść Jenny z 1911, w której opisała historię swojej nieszczęśliwej miłości do żonatego, starszego od niej o 13 lat malarza. W 1912 ukazał się jej zbiór nowel Fattige skjæbner. Jej twórczość z lat 1912–1920 określana jest jako literatura kobieca. W swoich dziełach z tego okresu zwracała uwagę na kwestie równości płci, uważając jednocześnie, że zadaniem kobiet jest macierzyństwo. 
W 1924 przeszła na katolicyzm po zetknięciu się z katolicką literaturą angielską, a następnie (w 1928) została świecką dominikanką, przyjmując imię Olafa. Rozwiodła się w 1925, ponieważ Kościół katolicki nie uznał rozwodu, który Svarstad przeprowadził z poprzednią partnerką.
W 1928 Sigrid Undset została laureatką Nagrody Nobla w dziedzinie literatury za „niezapomniany opis skandynawskiego średniowiecza”. Pisarka zrezygnowała z wygłoszenia wykładu noblowskiego, twierdząc: „Lżej mi pisać niż mówić, tym bardziej mówić o sobie”.
W 1938 zmarła córka pisarki, a w 1939 jej matka. W 1940 jej starszy syn zginął podczas kampanii norweskiej. Undset otwarcie występowała przeciwko narodowemu socjalizmowi, przez co była przedstawiana jako antagonista Knuta Hamsuna. W 1940, po zajęciu Norwegii przez Wehrmacht, wyemigrowała, wraz z młodszym synem Hansem, do Stanów Zjednoczonych przez Szwecję, Związek Radziecki i Japonię. W czasie II wojny światowej prowadziła działalność propagandową przeciwko rządom Vidkuna Quislinga, popierając jednocześnie norweski rząd emigracyjny w Londynie. Po powrocie do Norwegii w 1945 odznaczona została Krzyżem Wielkim Orderu Świętego Olafa. W ostatnich latach życia poświęciła się głównie literaturze dziecięcej. Zmarła na udar mózgu 10 czerwca 1949 w Lillehammer.
Jej portret widnieje na banknotach 500 NOK.

## Twórczość
- Pani Marta Oulie (1907, Fru Marta Oulie)
- Szczęśliwy wiek
- Młodość (1910)
- Wiga-Ljot i Wigdis (1909)
- Jenny (1911)
- Wiosna (1914)
- Kobiecy punkt widzenia (1919, zbiór esejów)
- Krystyna, córka Lavransa (1920–1922)
- Legenda o królu Arturze i rycerzach Okrągłego Stołu
- Olaf, syn Auduna (1925–1927)
- Propaganda katolicka (1927)
- Etapy I–II (1929–1933)
- Krzak gorejący (1930)
- Wierna żona (1936)
- Norwescy święci (1937)
- Madame Dorothea (1939)